# Gobblet
 (février 2022).
Si vous disposez d'ouvrages ou d'articles de référence ou si vous connaissez des sites web de qualité traitant du thème abordé ici, merci de compléter l'article en donnant les références utiles à sa vérifiabilité et en les liant à la section « Notes et références ».
Gobblet est un jeu de société combinatoire abstrait pour 2 joueurs édité par Blue Orange. C'est une variante du morpion dans lequel on peut modifier ses choix et dans une certaine mesure annuler les choix de l'adversaire.
Chaque joueur a 12 pièces de sa couleur en différentes grandeurs. On met en jeu un nouveau Gobblet sur un plateau de 4 × 4 ou on en déplace un sur le plateau. Les pièces plus grandes peuvent être posées sur les plus petites. On gagne en alignant 4 pièces de sa couleur dans une horizontale, verticale ou diagonale.
La version Gobblet Gobblers utilise des pions évoquant des personnages à la place de cylindres de bois.